# استیون بندا
استیون بندا (انگلیسی: Steven Benda؛ زادهٔ ۱ اکتبر ۱۹۹۸) بازیکن فوتبال اهل آلمان است.
از باشگاه‌هایی که در آن بازی کرده‌است می‌توان به باشگاه فوتبال سوئیندون تاون اشاره کرد.